# Пухлы (Псковская область)
Пухлы — деревня в Опочецком районе Псковской области России. Входит в состав Звонской волости.
Расположена в 12 км к юго-востоку от города Опочка.
Численность населения по состоянию на 2000 год составляла 18 человек, на 2012 год — 14 человек.